# Christopher Paulet, 19. Marquess of Winchester
Christopher John Hilton Paulet, 19. Marquess of Winchester (* 30. Juli 1969) ist ein in Südafrika lebender britischer Peer. Er ist Englands ranghöchster Marquess.
Er ist der ältere Sohn des Nigel Paulet, 18. Marquess of Winchester (1941–2016) aus dessen Ehe mit Rosemary Anne Hilton (1946–2019). Als Heir apparent seines Vaters führte er zu dessen Lebzeiten den Höflichkeitstitel Earl of Wiltshire. Beim Tod seines Vaters erbte er 2016 dessen englische Adelstitel als 19. Marquess of Winchester, 19. Earl of Wiltshire und 19. Baron St. John.
Er lebt, wie schon seine Eltern, in Südafrika und arbeitet zurzeit als Produktmanager. Früher war er der Leadgitarrist von Wizard, einer südafrikanischen Heavy-Metal-Band aus den frühen 1990ern.
Im Oktober 1992 heiratete er Christine Mary Town. Das Ehepaar hat zwei Kinder:
- Lady Emma Louise Paulet (* 1. April 1993);
- Michael John Paulet, Earl of Wiltshire (* 31. August 1999).